# Kirchstetten
Kirchstetten è un comune austriaco di 2 150 abitanti nel distretto di Sankt Pölten-Land, in Bassa Austria; ha lo status di comune mercato (Marktgemeinde). Nel 1971 ha inglobato il comune soppresso di Totzenbach.